# 문량공
문량공(文良公)은 시호의 하나이다.

## 고려
- 이오(李䫨, 1042년 ~ 1110년)
- 설공검(薛公儉, 1224년 ~ 1302년)
- 조간(趙簡, 1264년 ~ 1325년)

## 조선
- 곽추(郭樞, 1338년 ~ 1405년)
- 홍여방(洪汝方, ? ~ 1438년)
- 이선(李宣, ? ~ 1459년)
- 강희맹(姜希孟, 1424년 ~ 1483년)
- 이은상(李殷相, 1617년 ~ 1678년)[1]
- 소휘면(蘇輝冕, 1814년 ~ 1889년)[2]